# بيرجيت ماير
بيرجيت ماير (بالهولندية: Birgit Meyer)‏ هي عالمة الإنسان هولندية، ولدت في 1960 في إمدن في ألمانيا.